# Steinsoultz
Steinsoultz é uma comuna francesa na região administrativa de Grande Leste, no departamento Alto Reno. Estende-se por uma área de 4,07 km². Em 2010 a comuna tinha 769 habitantes (densidade: 188,9 hab./km²).